# Campionati mondiali di tiro 1925
I campionati mondiali di tiro 1925 furono la ventitreesima edizione dei campionati mondiali di questo sport e si disputarono a San Gallo. La nazione più medagliata fu la Svizzera.

## Risultati

### Uomini

#### Carabina
| Evento                     | Oro                                                                                 | Oro       | Argento                                                                           | Argento   | Bronzo                                                                                  | Bronzo    |
| Evento                     | Atleta                                                                              | Risultato | Atleta                                                                            | Risultato | Atleta                                                                                  | Risultato |
| 300m 3 posizioni           | Josias Hartmann                                                                     | 1109      | Walter Lienhard                                                                   | 1105      | Karl Zimmermann                                                                         | 1061      |
| 300m a terra               | Walter Lienhard                                                                     | 384       | Georges Roes                                                                      | 382       | Josias Hartmann                                                                         | 381       |
| 300m in ginocchio          | Josias Hartmann                                                                     | 376       | Walter Lienhard                                                                   | 375       | Jakob Reich                                                                             | 357       |
| 300m in piedi              | Josias Hartmann                                                                     | 352       | Walter Lienhard                                                                   | 346       | Manning Dodson                                                                          | 343       |
| 300m 3 posizioni a squadre | Svizzera Josias Hartmann Walter Lienhard Jakob Reich Giuseppe Pelli Karl Zimmermann | 5386      | Stati Uniti John Boles Morris Fisher Manning Dodson Raymond Coulter Armand Morgan | 5255      | Danimarca Christian Jensen Niels Laursen Niels Larsen P. J. Pedersen Erik Sætter-Lassen | 5099      |

#### Carabina militare
| Evento            | Oro             | Oro       | Argento         | Argento   | Bronzo              | Bronzo    |
| Evento            | Atleta          | Risultato | Atleta          | Risultato | Atleta              | Risultato |
| 300m 3 posizioni  | Karl Zimmermann | 502       | Walter Lienhard | 497       | Wilhelm Schnyder    | 488       |
| 300m a terra      | Miard           | 181       | Roger Isenegger | 178       | Walter Lienhard     | 176       |
| 300m in ginocchio | Louis Gouéry    | 179       | P.J. Pedersen   | 170       | Niels Hansen Larsen | 169       |
| 300m in piedi     | Karl Zimmermann | 164       | Aix Bouwens     | 162       | Vandesutte          | 154       |

#### Pistola
| Evento        | Oro                                                                              | Oro       | Argento                                                                   | Argento   | Bronzo                                                                                         | Bronzo    |
| Evento        | Atleta                                                                           | Risultato | Atleta                                                                    | Risultato | Atleta                                                                                         | Risultato |
| 50m           | Wilhelm Schnyder                                                                 | 513       | Robert Blum                                                               | 507       | Paul Van Asbroeck                                                                              | 505       |
| 50m a squadre | Francia André des Jamonnieres Dorian Keller R. Pecchia Gilles Petit Louis Tetart | 2478      | Svizzera Fritz Balmer Robert Blum Hans Hänni Fritz König Wilhelm Schnyder | 2465      | Danimarca Frederik Frederiksen Christian Jensen Niels Larsen Christian Lehrman Christen Møller | 2426      |

## Medagliere
Nazione ospitante
| Posiz. | Nazione     | Oro | Argento | Bronzo | Totale |
| ------ | ----------- | --- | ------- | ------ | ------ |
| 1      | Svizzera    | 8   | 7       | 5      | 20     |
| 2      | Francia     | 3   | 1       | 1      | 5      |
| 3      | Danimarca   | 0   | 1       | 3      | 4      |
| 4      | Stati Uniti | 0   | 1       | 1      | 2      |
| 5      | Paesi Bassi | 0   | 1       | 0      | 1      |
| 6      | Belgio      | 0   | 0       | 1      | 1      |